# Igreja Nova do Sobral
Igreja Nova do Sobral is een plaats (freguesia) in de Portugese gemeente Ferreira do Zêzere en telt 704 inwoners (2001).